# Csocsó, avagy éljen május elseje!
A Csocsó, avagy éljen május elseje! 2001-ben bemutatott magyar filmvígjáték, melyet Nógrádi Gábor és Koltai Róbert forgatókönyve alapján Koltai Róbert rendezett és a főszerepet is ő alakítja. További fontosabb szerepekben Králik Attila, Máté Gábor, Gáspár Sándor, Kováts Adél és Stohl András látható. A produceri feladatokat Garami Gábor látta el, a film zenéjét Dés László szerezte. A film jeleneteit Dunaújvárosban, illetve a pilisvörösvári vasútállomáson forgatták.

## Rövid történet
Az 1950-es években játszódó film egy orosz–testnevelés szakos tanár történetét meséli el, aki öntörvényűsége és szabad természete miatt folyamatosan bajba keveredik, miközben a párt egy május elsejei ünnepség megszervezésével bízza meg.

## Cselekmény
A 2000-es évek elején a film főszereplője, az idősödő Pék Zsolt visszatér a szocialista rendszerben Acélvárosnak nevezett szülővárosába, hogy részt vegyen tanára és barátja, Csomai Gusztáv, ismertebb becenevén Csocsó emléktáblájának felavatásán. Az ünnepséget egy hirtelen jött szélvihar szakítja meg, majd Zsolt egykori tornatanárnője, valamint gyermekkori naplója segítségével visszaemlékszik az 50 évvel korábban történt eseményekre, amikor tizenhárom éves általános iskolás volt.
1952-ben Acélváros iskolája is a majálisra készül, de a kezdő tornatanárnő képtelen fegyelmezni a gyerekeket. Zsolt édesapja, Pék Antal, a helyi párttitkár kihozza a börtönből gyerekkori barátját, az orosz-testnevelés szakos, mindig szabadszájú és életvidám tanárt, Csocsót. Ez ellen Gubinyi Dezső, a nyilasból lett ÁVH alezredes hevesen tiltakozik – Csocsót ő juttatta börtönbe egy rendszerellenes dal éneklése miatt. Szabadulása után Csocsó folyamatos kalamajkákba keveredik, melyet Pék Antal igyekszik elsimítani, miközben Gubinyi elvtárs is Csocsó nyomában van és próbál kompromittáló bizonyítékokat szerezni ellene. Visszatérő motívum, hogy Pék Antal apósa, Tata Tokajba akar szökni és Csocsó megy az idős férfi után, elhanyagolva pártfeladatait. Csocsó és Zsolt végül elviszi a vasútállomásra Tatát, hogy beteljesíthesse időskori álmát. Egy másik alkalommal Csocsónak tolmácsolnia kell egy orosz laktanyában, a Lenin születésnapja alkalmából rendezett ünnepségen, de szegényes orosz nyelvtudásával mulatságos, illetve kellemetlen perceket okoz az egybegyűlteknek.
A helyi focicsapat a közelgő meccsre készül, ahol a tét az NB I-be jutás. A csapat sztárja, Veréb Géza szerelmes Lidikébe, Gubinyi elvtárs tanárnő feleségébe, akit férje rendszeresen bántalmaz. Hamarosan titkos viszonyba is kezdenek, de Zsoltika szemtanúja lesz együttlétüknek. A meccsen Acélváros csapata győz, az azt követő gálán pedig Lidike megszökik Verébbel. A felesége miatt bánkódó részeg Gubinyit Csocsó próbálja vigasztalni és lebeszélni az öngyilkosságról. Gubinyi ezt azzal „hálálja meg”, hogy másnap letartóztattatja Csocsót (annak a lőfegyvernek a jogtalan birtoklásával megvádolva, amelyet beszámíthatatlan állapotban épp az alezredes bízott rá), de Pék elvtárs ismét megoldja az ügyet.
A május elsejei felvonulás jól indul, azonban egy váratlanul jött szélvihar tönkreteszi az ünnepséget. A megbomlott elméjű Gubinyi Csocsót okolja mindezért és fegyvert szegez rá, ám mielőtt lelőhetné, Csocsó léggömbök közé gabalyodik és felrepül az égbe. Zsoltika mégsem aggódik érte, mert tudja, hogy édesapja úgyis megint hazahozza majd.

## Szereplők
- Koltai Róbert – Csomai Gusztáv (Csocsó)
- Máté Gábor – Pék Antal párttitkár / Pék Zsolt felnőttként
- Tóth Ildikó – Pékné Rózsika
- Králik Attila – Pék Zsoltika
- Zenthe Ferenc – Tata, Pékné édesapja Tokajból
- Gáspár Sándor – Gubinyi Dezső ÁVH alezredes
- Kováts Adél – Gubinyiné Lidike tanárnő, Dezső felesége
- Stohl András – Veréb Géza focista
- Pogány Judit – Lontai Piroska igazgatónő
- Kern András – Tömő főelvtárs
- Básti Juli – Bekéné, Gubinyi jobbkeze
- Benkóczy Zoltán – Baka, Gubinyi balkeze
- Borsos Beáta – Évike tanárnő
- Bakó Márta – Gubinyiék szomszédja
- Dengyel Iván – Kardos elvtárs
- Besenczi Árpád – futballedző
- Galla Miklós – műsorvezető a majálison
- Pelsőczy Réka – ismeretlen szerep
- Szabados Mihály – ismeretlen szerep
- Balsai Móni – ismeretlen szerep

## Nézettség
A nézettségi adatok szerint 218 137 jegyet adtak el rá.